# Maxburgstraße
Koordinaten: 48° 8′ 24″ N, 11° 34′ 9,1″ O
Die Maxburgstraße in München liegt in der Altstadt und ist die Verbindung zwischen der Löwengrube und dem Lenbachplatz.

## Geschichte
Die Maxburgstraße ist die südliche Begrenzung des Maxburgblocks, einem Teil des „Neuen Maxburg“-Komplexes, einem Wiederaufbau der im Krieg zerstörten Maxburg. Hauptbaukörper war ein langer Riegel in Ost-West-Richtung nördlich der heutigen Maxburgstraße. In ihm lag auch die Kapelle der Anlage. Südlich der Maxburgstraße entstanden etwa zur selben Zeit die Michaelskirche sowie die Alte Akademie. Beides bildete das Kloster der Jesuiten mit Haupteingang von der Neuhauser Straße. Vom Jesuitenkolleg überbrückte der Maxburgbogen die Maxburgstraße zur im Zweiten Weltkrieg zerstörten Herzog-Max-Burg.

## Lage und Bebauung
Die Maxburgstraße ist die Verlängerung der Löwengrube in Höhe der Kreuzung der abzweigenden Ettstraße und Karmeliterstraße und führt bis zum Lenbachplatz. In südwestliche Richtung zweigen die Kapellenstraße und die Herzog-Max-Straße ab. Mehrere Fußwege verbinden die Maxburgstraße mit der nördlich gelegenen Pacellistraße. In der Maxburgstraße 2 ist die Erzbischöfliche Finanzkammer im ehemaligen Albertinum untergebracht, an deren Eingang sich eine Skulptur des „Heiligen Korbinian mit dem Löwen“ befindet. Es grenzt das Justizgebäude unter der Hausnummern 2 an, in dem Teile des Amtsgerichts München und des  Landgerichts München I untergebracht sind. Unter den Arkaden des Justizgebäudes sind zahlreiche Geschäfte zu finden. Am Ende der Maxburgstraße wurde 1952 (Architekt: Sep Ruf mit Theo Pabst) der BMW-Pavillon (seit 2019: MINI-Pavillon) errichtet, jedoch mit der Hausnummer Lenbachplatz 7a. Auf der südlichen Seite der Maxburgstraße sieht man den Turm von St. Michael an die Ecke der Ettstraße grenzend. Es folgen in der Maxburgstraße 1 ein Restteil des ehemaligen Jesuitenkollegiums und das erzbischöfliche Ordinariat. Der Gebäudekomplex des Nobelkaufhauses Oberpollinger zieht sich von der Neuhauser Straße und verfügt hier über seine Tiefgarageneinfahrt. An der Ecke Maxburgstraße und Herzog-Max-Straße erinnert ein Gedenkstein (erstellt 1986 von Herbert Peters) an die schon im Juni 1938 zerstörte Münchner Hauptsynagoge. Nach der Abzweigung der Herzog-Max-Straße beginnt das Künstlerhaus mit der Künstlerhaus-Stiftung, das sich bis in den Lenbachplatz erstreckt. Die Löwengrube und die Fortsetzung Maxburgstraße sollen für die zweite Münchner S-Bahn-Stammstrecke untertunnelt werden, deren Fertigstellung für die 2030er Jahre geplant ist.

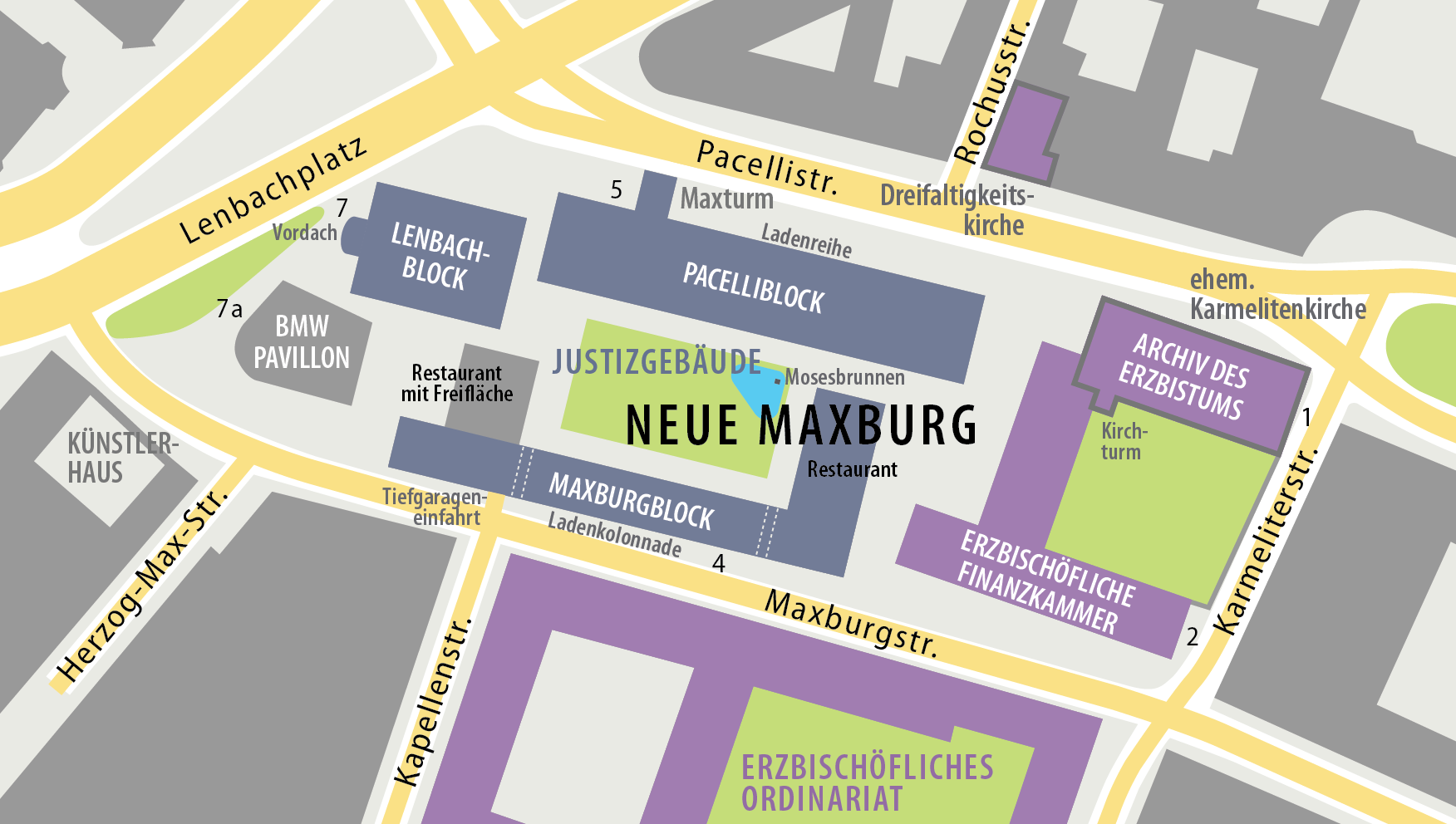
Übersichtsplan der Maxburg
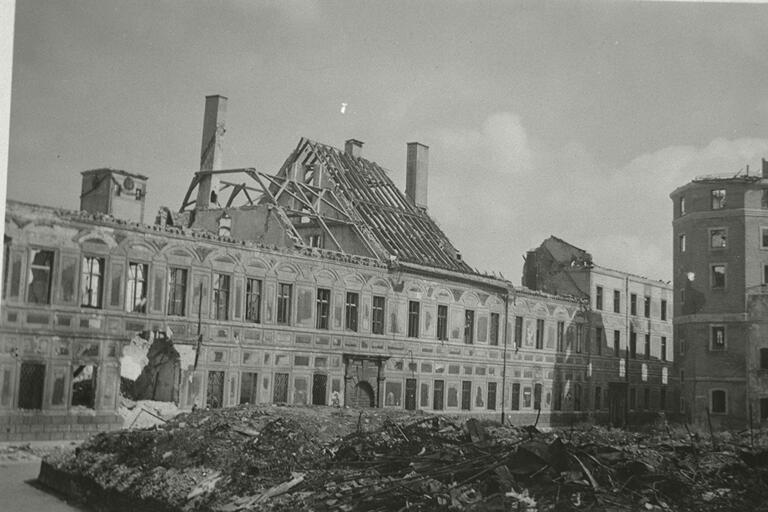
Blick von der Herzog-Max-Straße auf die Maxburgstraße mit der im Krieg zerstörten Maxburg. Im Vordergrund die zerstörte Hauptsynagoge
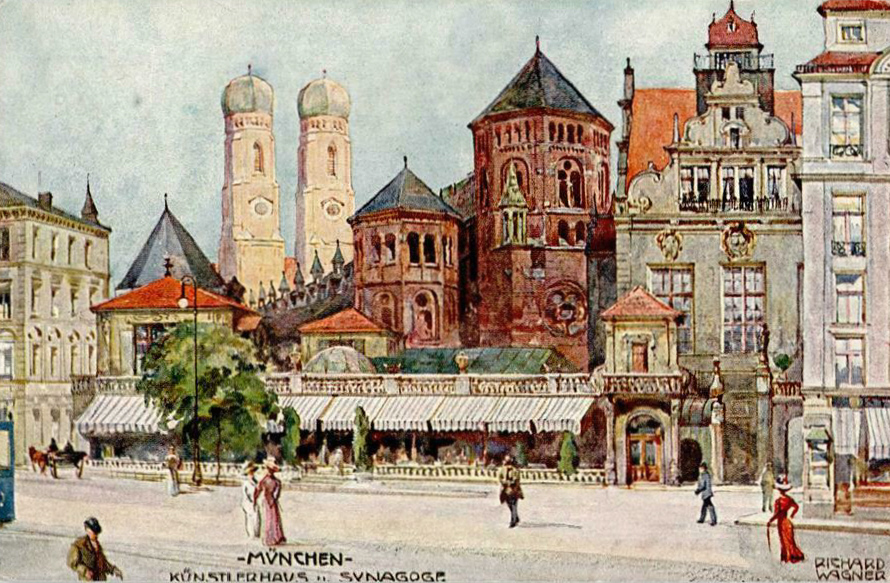
Ansichtskarte 1910 von der Maxburgstraße mit Sicht auf die Hauptsynagoge und das Künstlerhaus
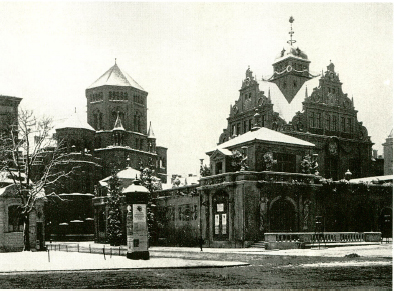
Ecke Maxburgstraße/Lenbachplatz mit dem neu errichteten Künstlerhaus 1900.
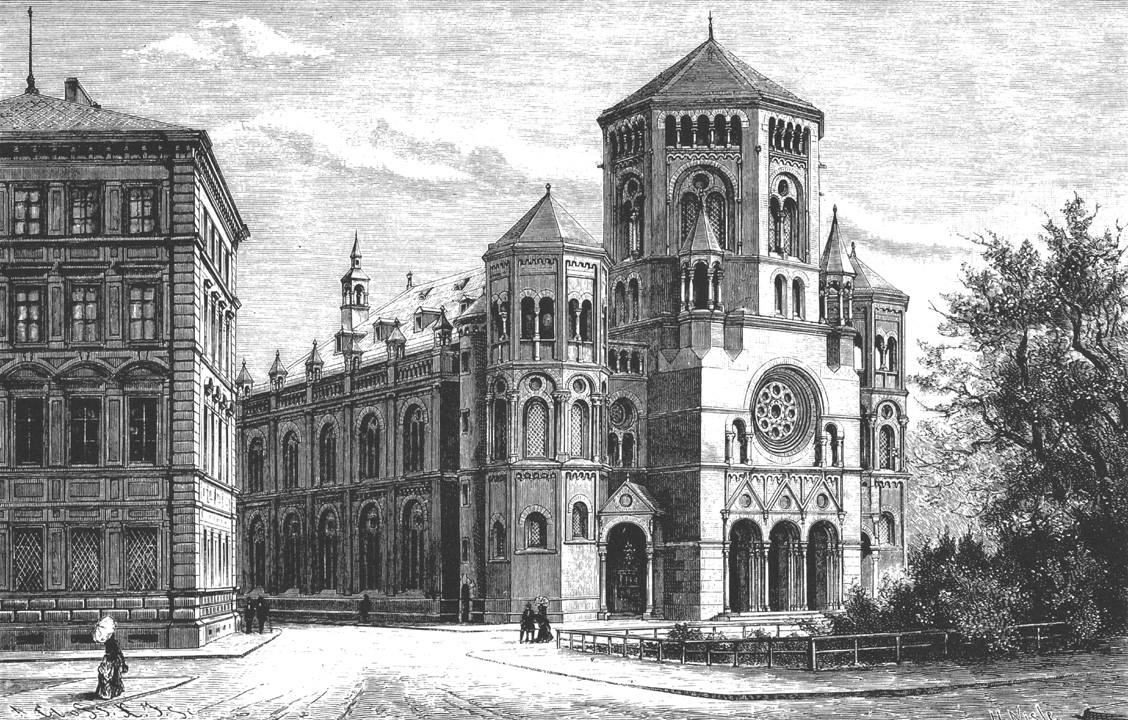
Historische Ansicht der von links nach rechts verlaufenden Maxburgstraße mit der Hauptsynagoge und der Abzweigung Kapellenstraße
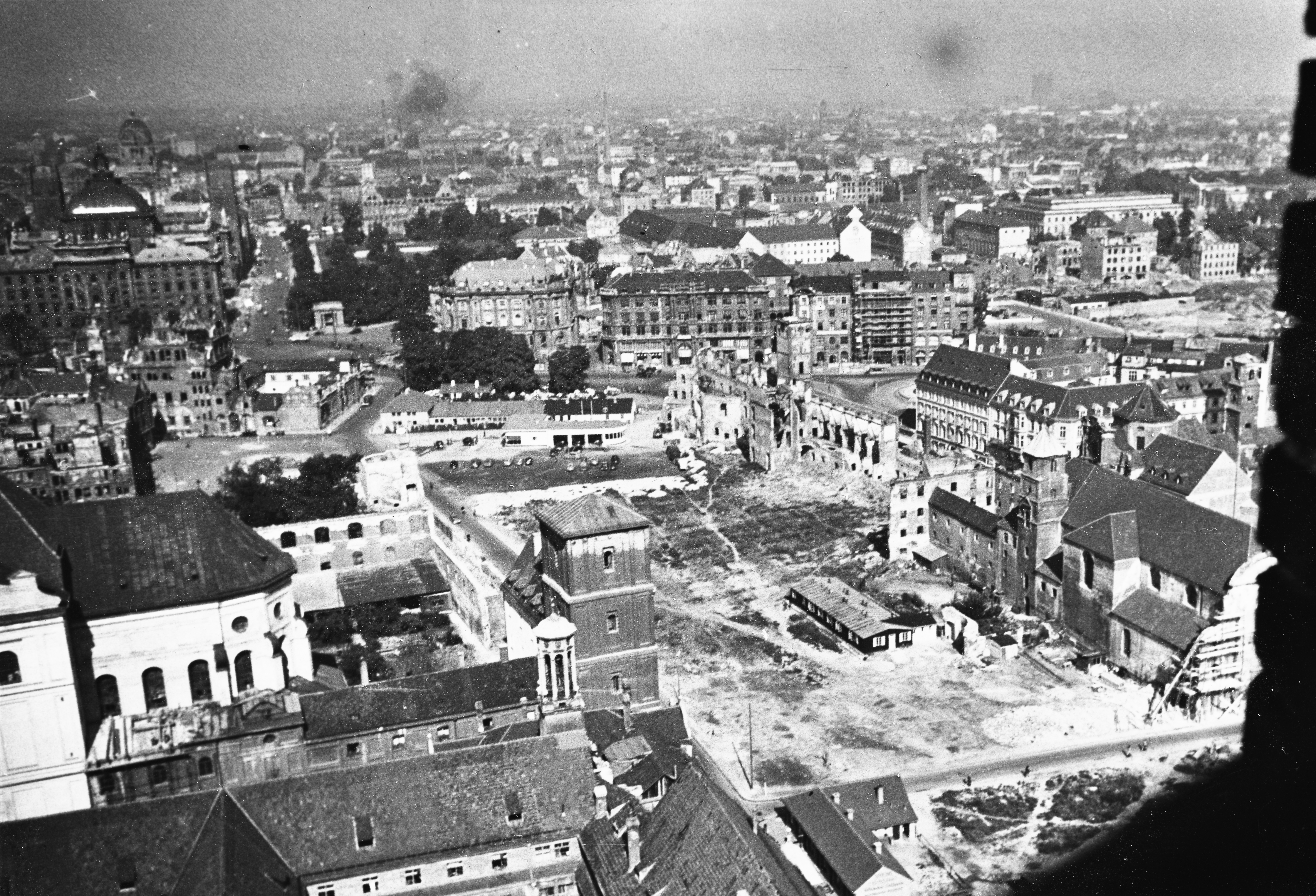
Im Krieg zerstörtes Areal der Maxburg nördlich der Maxburgstraße
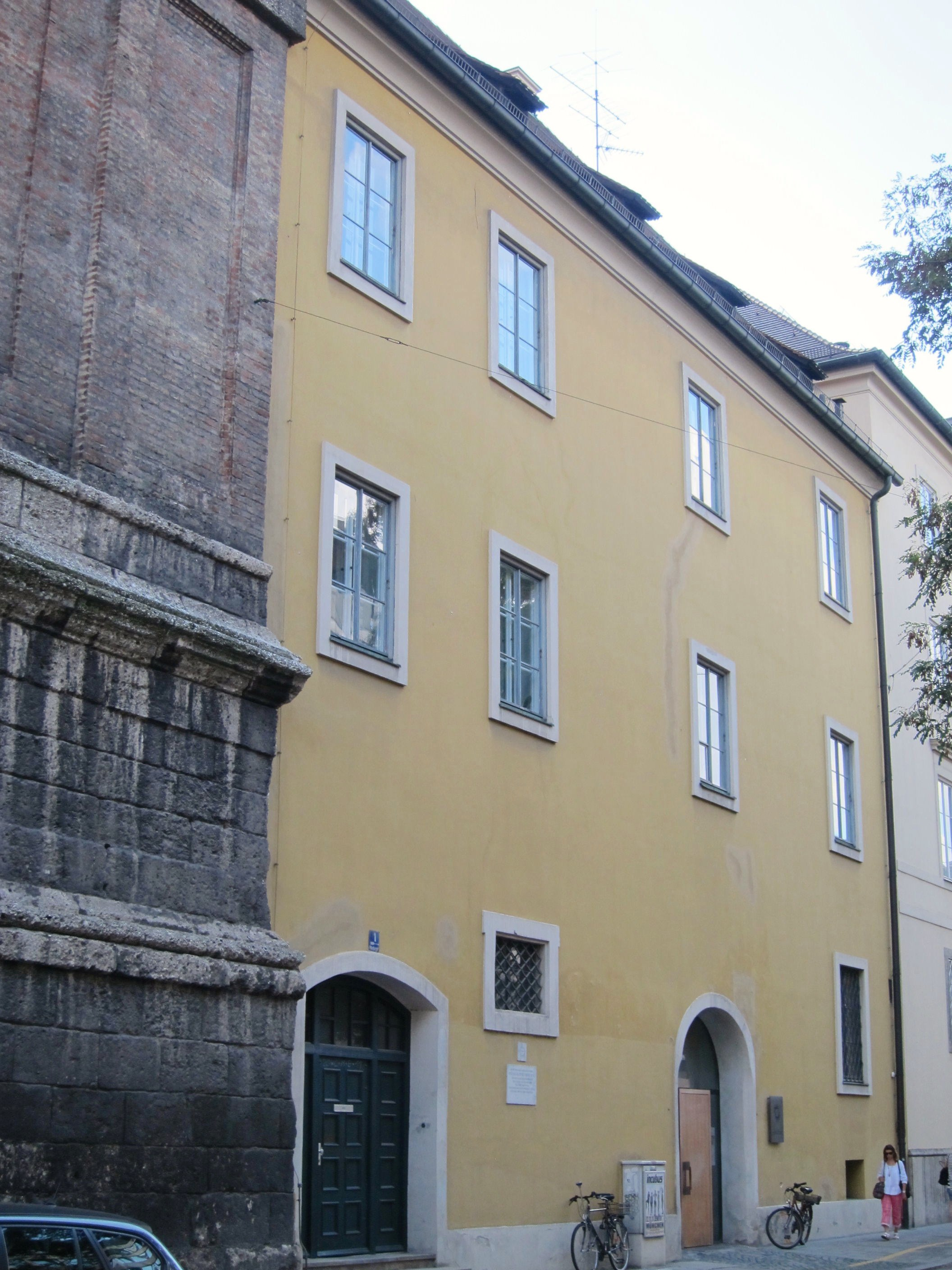
Maxburgstraße 1; Restteil des ehemaligen Jesuitenkollegiums aus dem späten 16. Jahrhundert, östlich an den fragmentarisch erhaltenen Turm von St. Michael an die Ecke der Ettstraße grenzend.
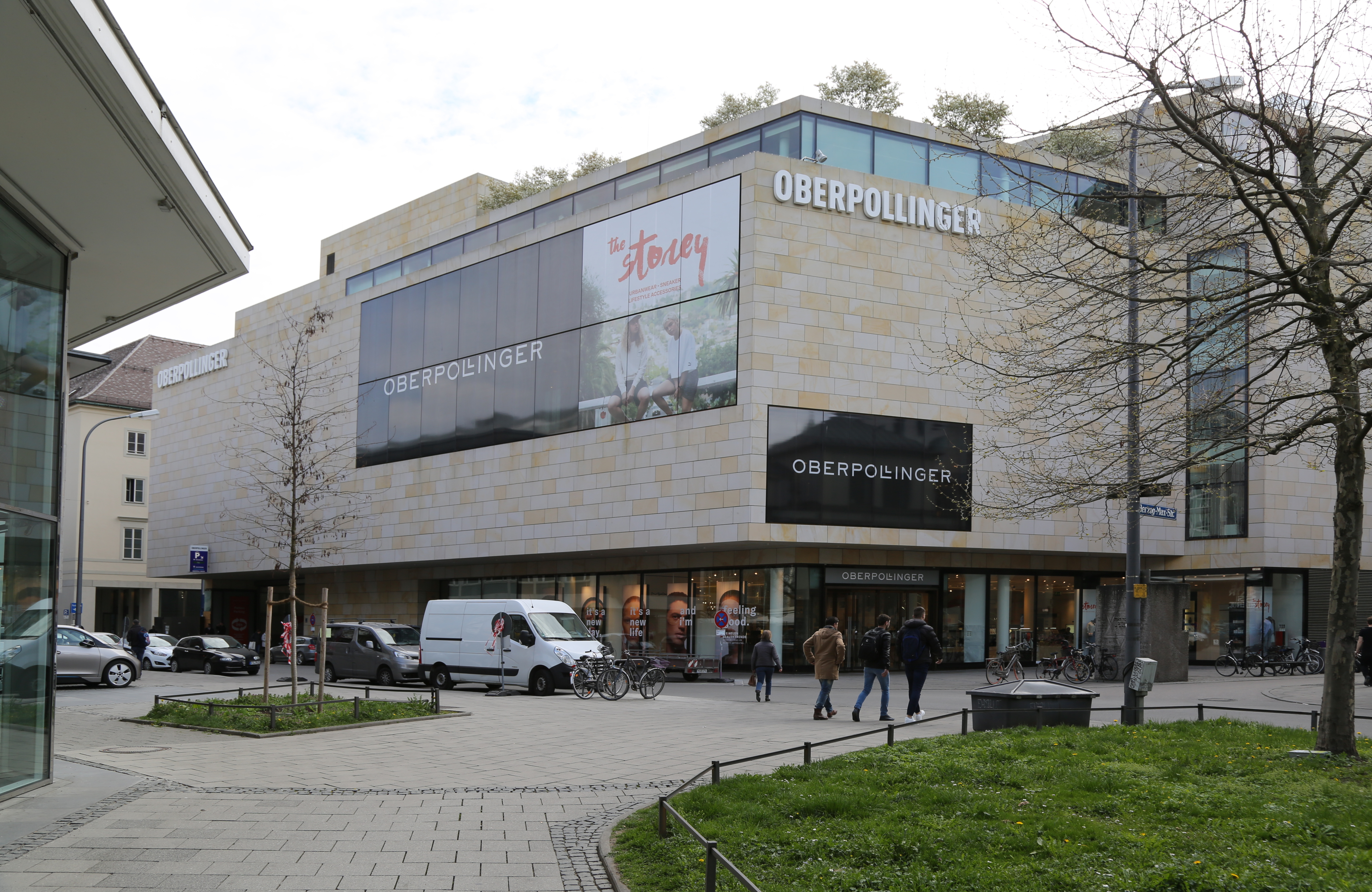
Kaufhaus Oberpollinger (Rückseite) an der Ecke Maxburgstraße/Herzog-Max-Straße, errichtet am ehemaligen Standort der Hauptsynagoge
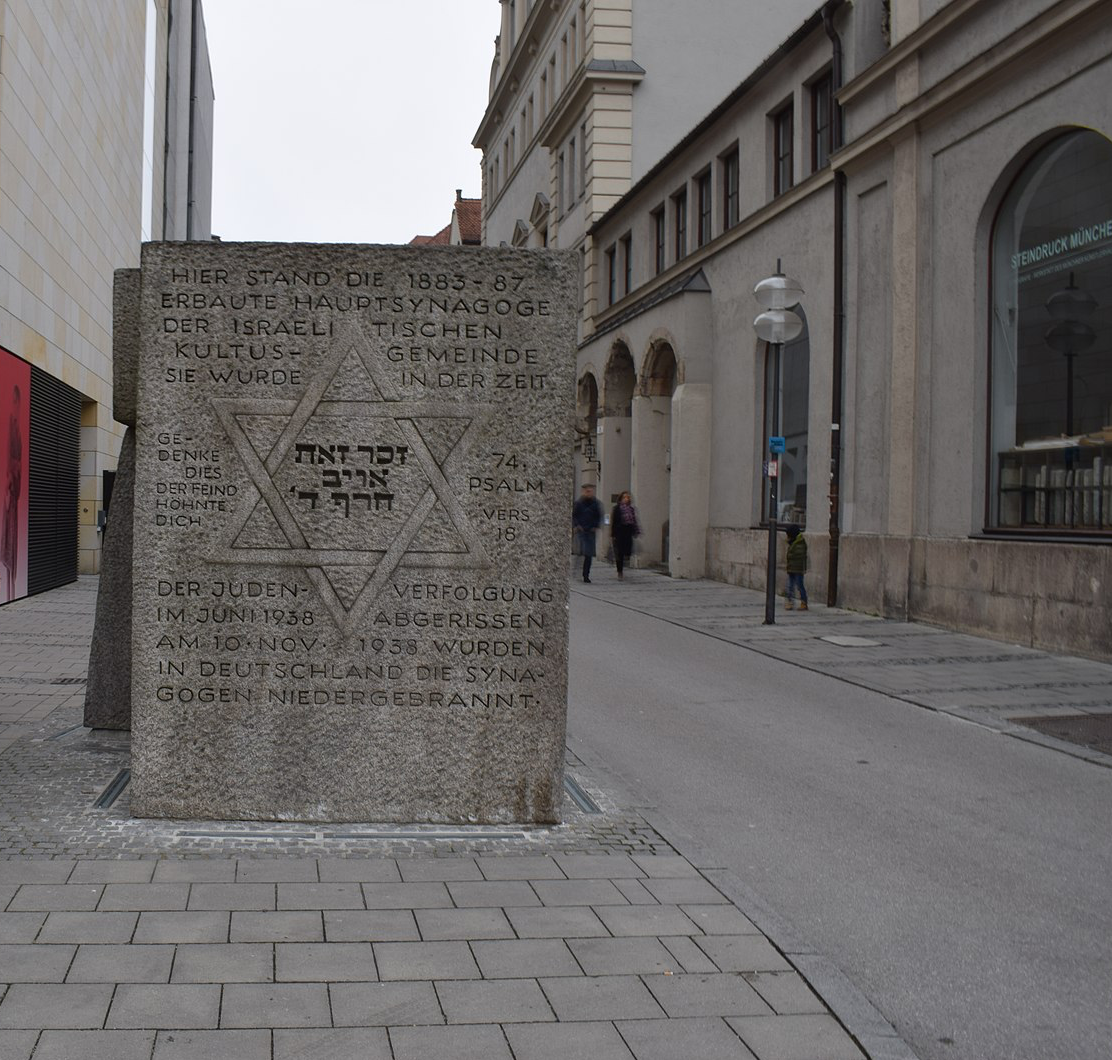
Gedenkstein für die zerstörte Hauptsynagoge Ecke Maxburgstraße/Herzog-Max-Straße
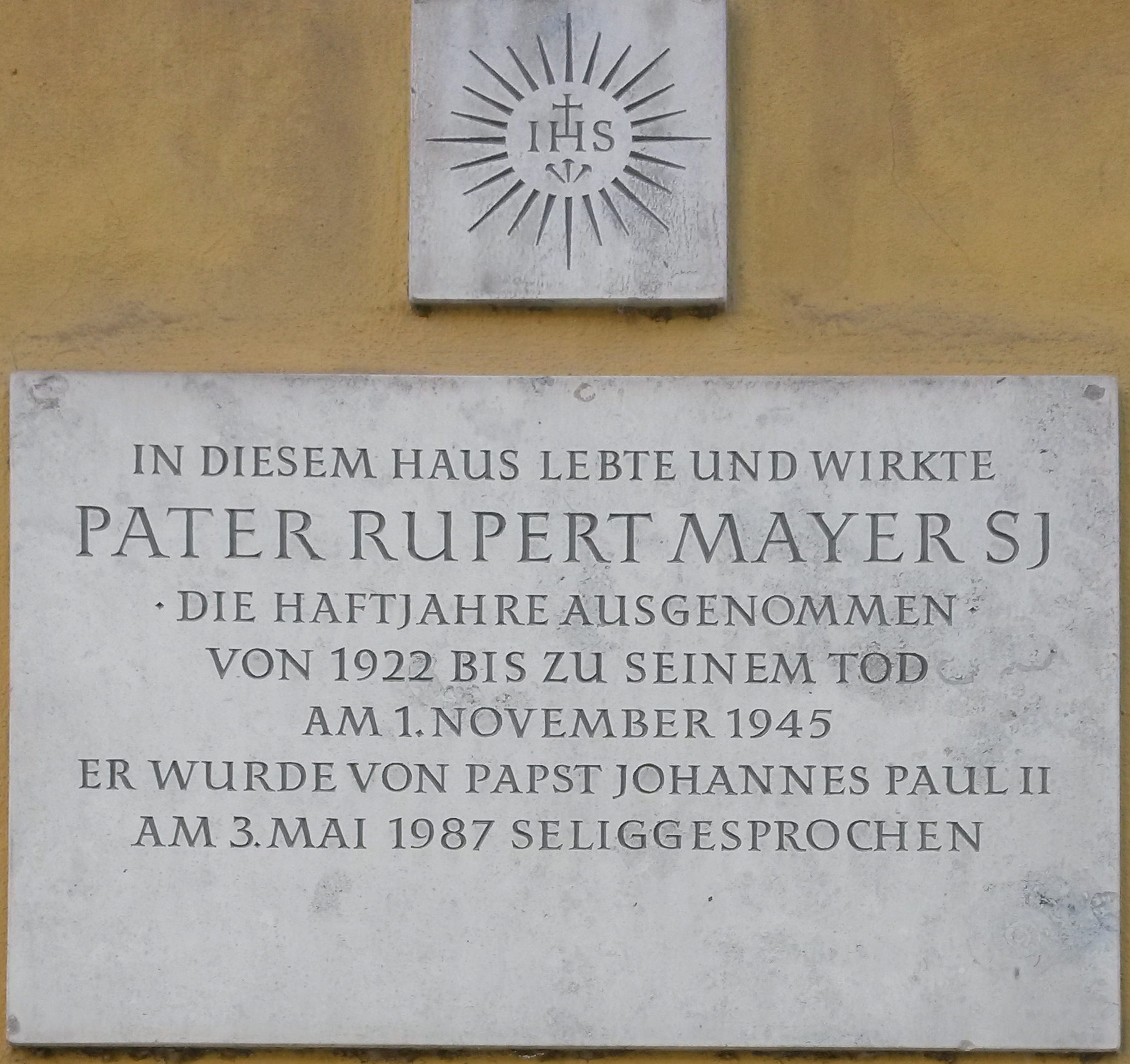
Gedenktafel für Pater Rupert Mayer, Maxburgstraße 1, Rückseite der Michaelskirche
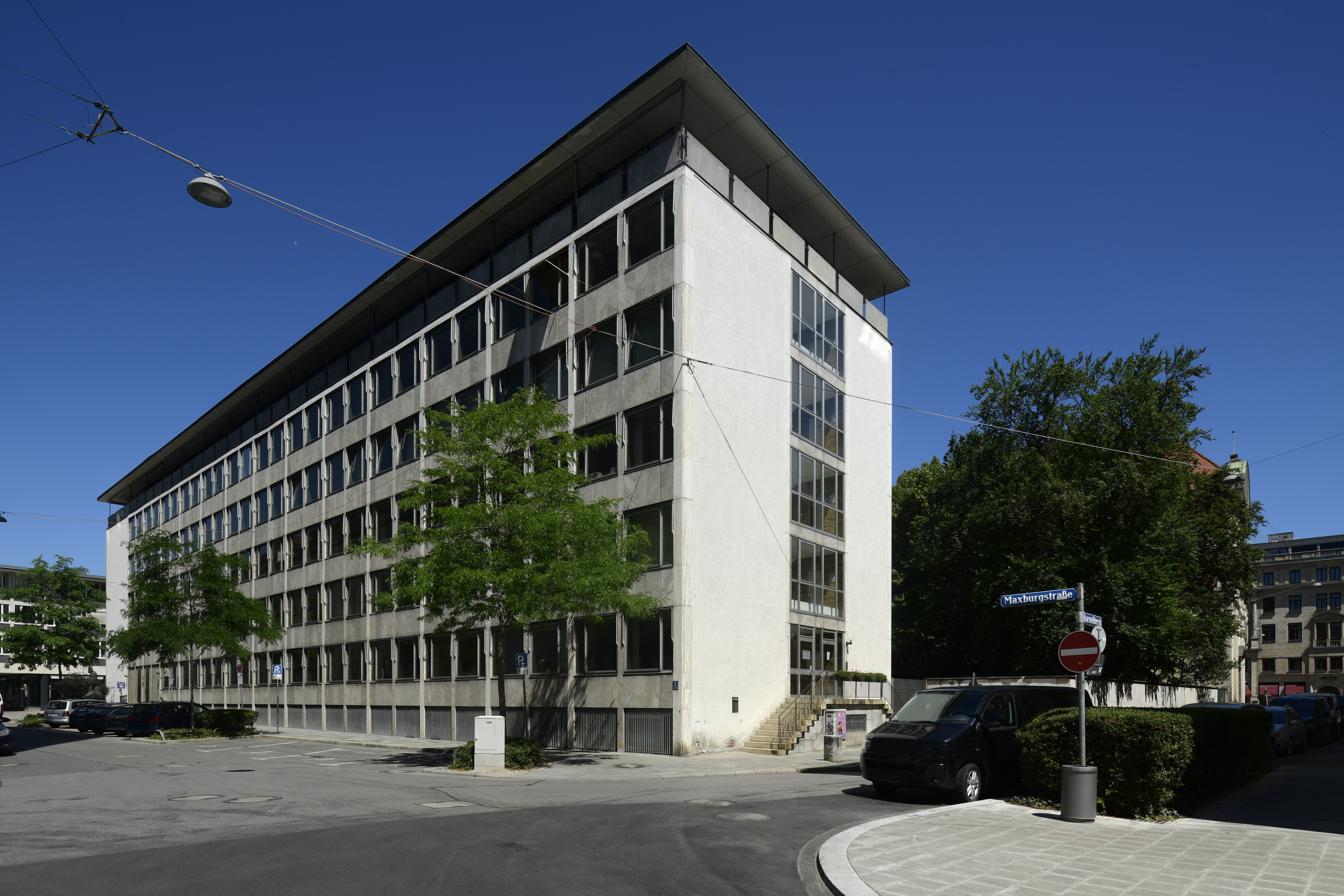
Ecke Maxburgstraße / Karmeliterstraße mit dem Gebäude des Katholischen Kirchensteueramts München, Maxburgstraße 2
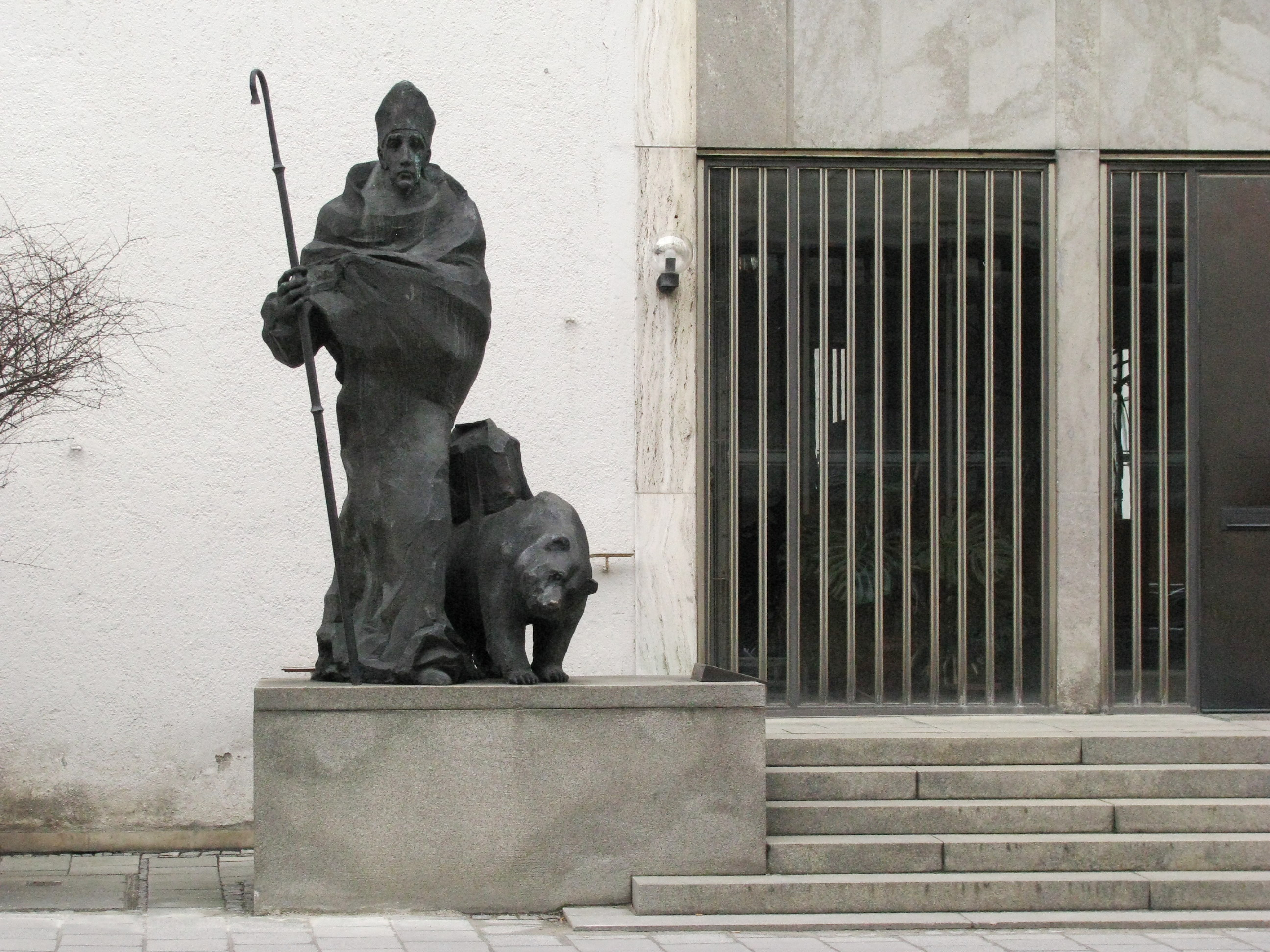
Heiliger Korbinian mit dem Bären vor dem Katholischen Kirchensteueramt München, Maxburgstraße 2
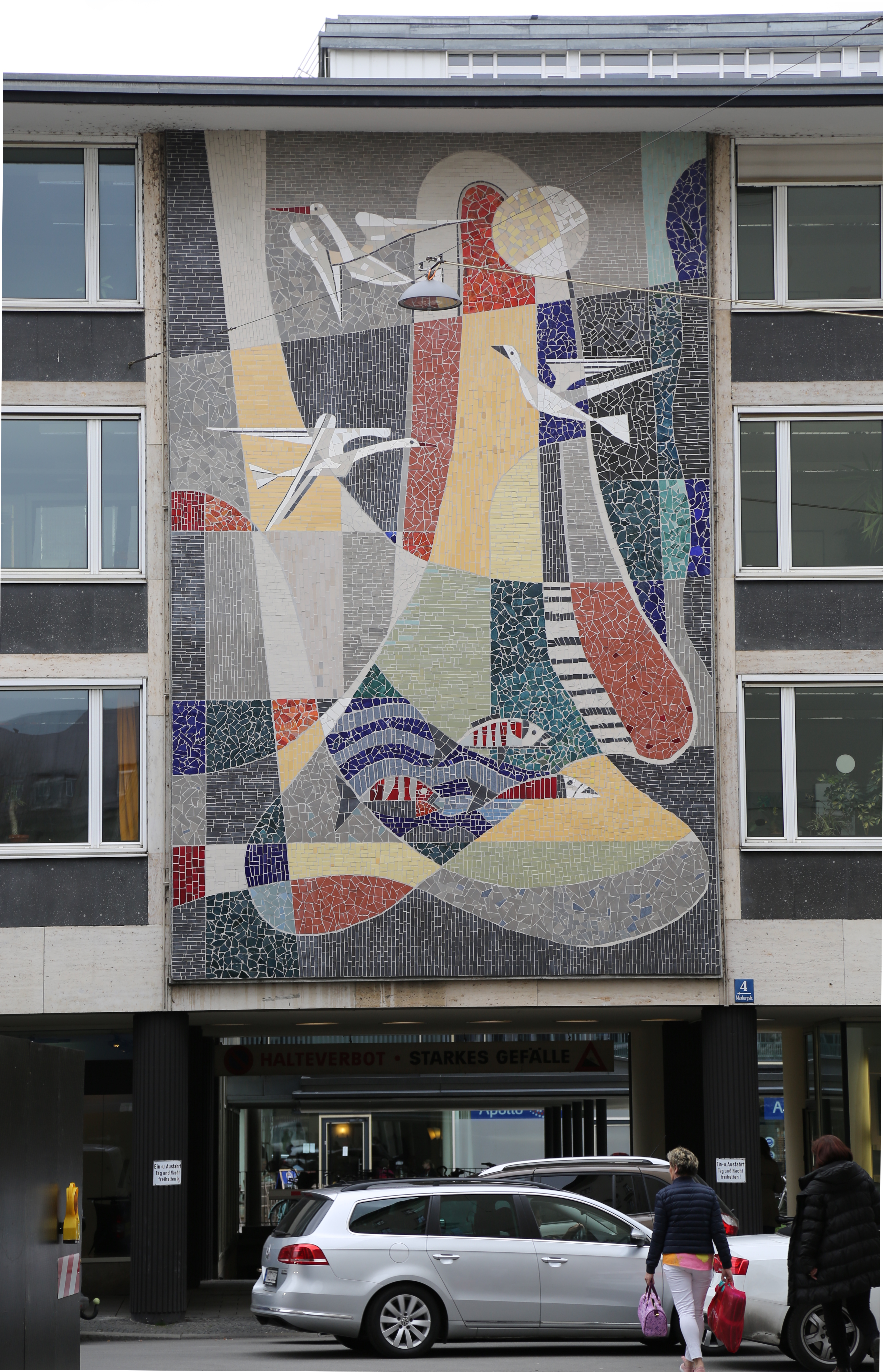
Mosaik von Blasius Spreng und Wilhelm Braun am Justizgebäude Maxburgstraße
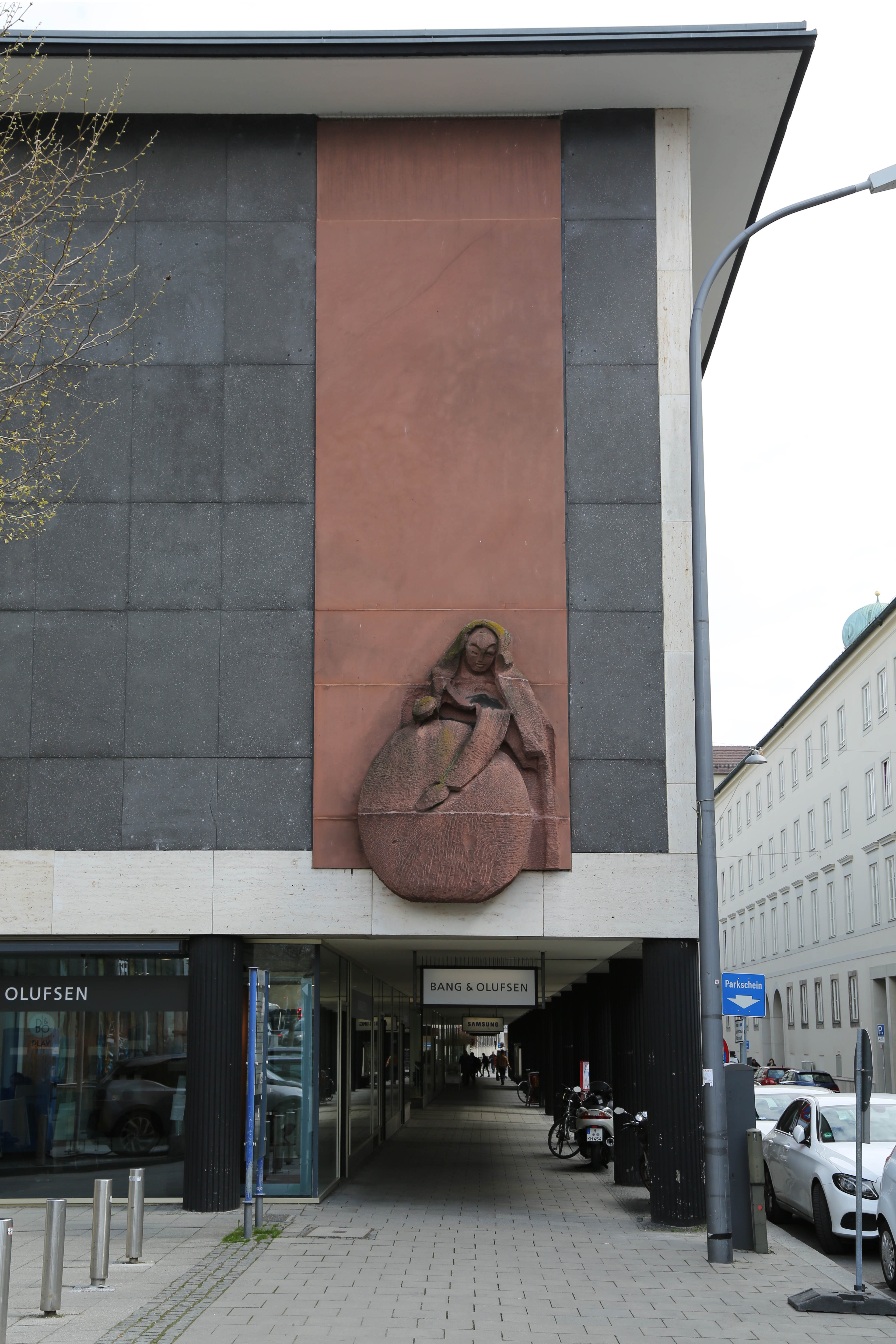
Plastik von Karl Knappe an der Südseite des Justizgebäudes